# كبرغاه (همت أباد)
کبرغاه (بالفارسية: کپرگاه) هي مستوطنة تقع في إيران في قسم همت أباد الريفي. يقدر عدد سكانها بـ 252 نسمة .